# Boiken

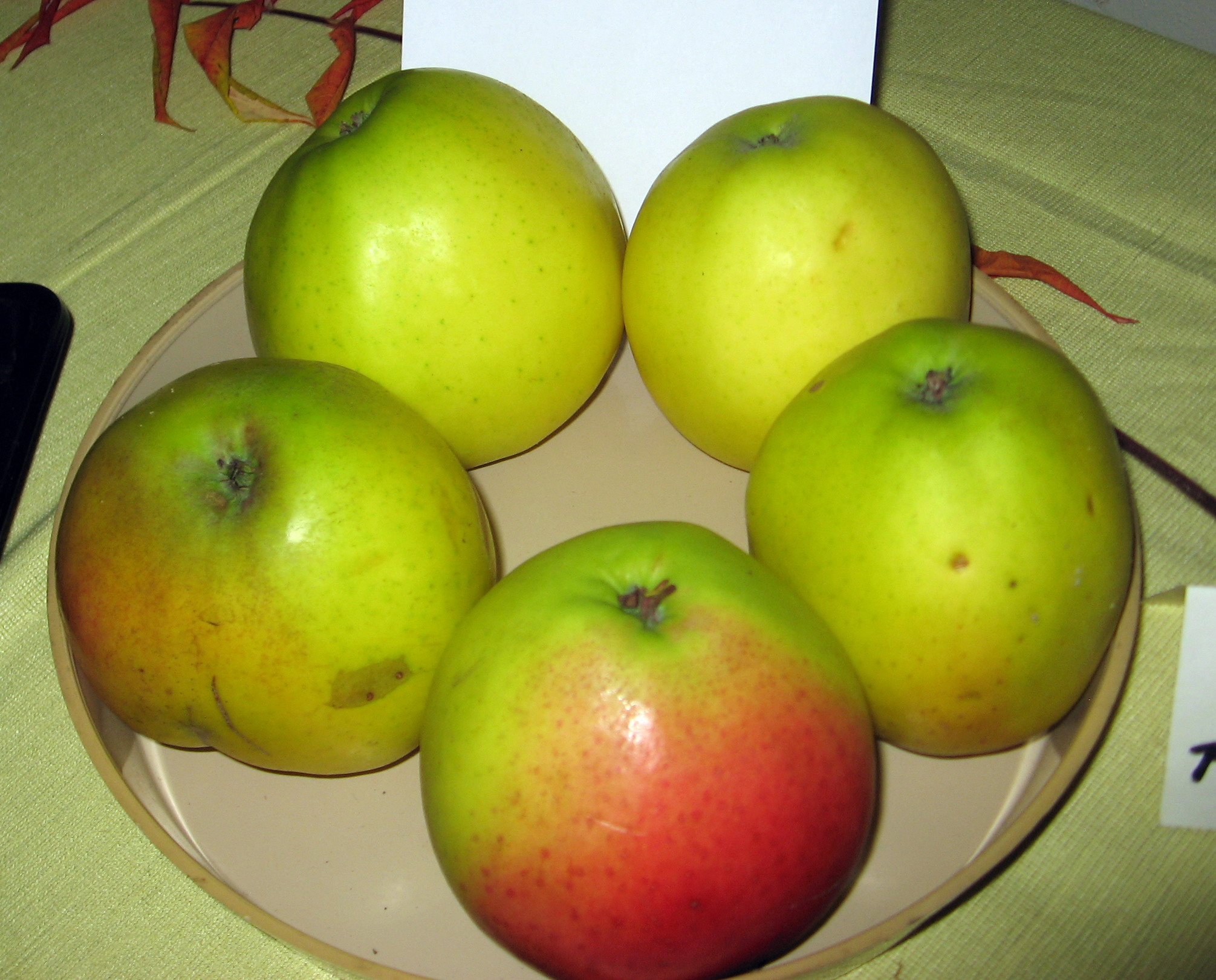
Boiken

Boikenäpple (litografi av målning av Henriette Sjöberg (1842–1915)).

Boiken är en äppelsort vars ursprung anses vara Tyskland. Känd i Tyskland sedan år 1820. Äpplets skal är grönt och rött och köttet är fast, med en smak av svag sötma. En sjukdom som äpplet kan drabbas av är pricksjuka. Äpplet är moget för att ätas tidigast i januari och håller sig till närmandet av vårens slut. Äpplet passar vid fullmoget tillstånd både som ätäpple såsom köksäpple. Vitt fruktkött, öppet lökformigt kärnhus.Äpplet pollineras av bland annat Cox Orange, Cox Pomona, Filippa, Gul Richard, James Grieve och Åkerö. I Sverige odlas Boiken gynnsammast i zon I–III. Hög resistens mot skorv, mjöldagg och fruktträdskräfta.
Boiken började spridas i Sverige före år 1876 av Alnarps Trädgårdar.